# Pra-eszperantó
A pra-eszperantó (eszperantóul Pra-Esperanto - őseszperantó) az eszperantó nyelvnek L. L. Zamenhof Unua Libro című könyve 1887-es megjelenését megelőző fejlődési fázisainak elnevezése.

## Az 1878-asLingwe uniwersala
Zamenhofban már gyermekként felmerült egy nemzetközi segédnyelv megalkotásának ötlete, hogy a különböző anyanyelvű emberek könnyebben kommunikálhassanak egymással. Białystokban született és élt gyerekkorában, ahol a lakosság nagy része ekkortájt lengyel és zsidó volt, de éltek itt belarusszok, oroszok, tatárok, cigányok és ukránok is. Nem volt köztük egyetértés, Z. úgy gondolta, hogy a sok nyelv miatt van ez így. Eredetileg a latin vagy ógörög nyelv egy egyszerűsített változatát akarta feleleveníteni, de később arra a következtetésre jutott, hogy jobb lenne egy új nyelvet alkotni erre a célra. Tizenéves korában sokat dolgozott a nyelv megalkotásán, és 1878. december 17-én, születésnapján (és körülbelül egy évvel a volapük nyelv első publikációja előtt) pár barátjával, akiknek tetszett az ötlet, megünnepelte a nyelv születését is. Ezt a nyelvet Lingwe Uniwersalának, azaz világnyelvnek hívta.
A w betű a v-t jelenti, és a ĉ, ĝ, ĥ, ĵ, ŝ, ŭ betűket leszámítva a későbbi eszperantó minden betűje megjelenik ebben a nyelvben. A jelen időt az -á, a felszólító módot az -ó, a főnévi igenevet az -are jelölte. Úgy tűnik, Zamenhof nem különböztette meg az éles és tompa ékezeteket. A főnevek végződése egyes számban -e, többesben -es, az egyes számú névelő a la, a többes a las. Úgy tűnik, a tárgyesetet nem ismerte a nyelv, a hangsúly pedig ugyanolyan volt, mint a modern eszperantóban, az esetleges eltérést jelezték, pl. -á és -ó.
A nyelv lingwe uniwersala fázisából csak egy négysoros szöveg maradt fenn, egy dalban, melyet Zamenhof írt:
|  | Malamikete de las nacjes,   |  | Nemzetek ellenségeskedése,          |
|  | Kadó, kadó, jam temp' está; |  | Bukj el, bukj el, épp ideje;        |
|  | La tot' homoze in familje   |  | Az egész emberiségnek egy családban |
|  | Konunigare so debá.         |  | Kell egyesülnie.                    |

Mai eszperantó nyelven ez a szöveg így szól:
Malamikeco de la nacioj,
Falu, falu, jam temp' estas;
La tuta homaro en familion
Unuiĝi [= kununuigi sin] devas.
A jam temp' está, egy mai eszperantó kifejezés erre a dalra utal.

## Az 1881-esLingvo universala
Zamenhof egyetemista korában átadta műveit apjának, Mordechainak megőrzésre, míg befejezi orvosi tanulmányait. Apja nem értette meg fia elképzeléseit, és lehetséges, hogy félt a cári rendőrségtől, ezért elégette a művet. Zamenhof ezt csak akkor tudta meg, amikor hazatért az egyetemről, és egyből újrakezdte a projektet. A nyelv második fázisára példa ez a levélrészlet 1881-ből:
Ma plej kara [ami] miko, kvan ma plekulpa plumo faktidźas tiranno pu to. Mo poté de cen taj brivoj kluri, ke sciigoj de [tuc fuc] fu-ći specco debé[j] blessi tal fradral kordol; mo vel vidé tol jam ...
Modern: Mia plej kara amiko, neniam mia senkulpa plumo fariĝus tirano por ci. Mi povas de cent ciaj leteroj konkludi, kiel sciigoj de tiu-ĉi speco devas vundi cian fratan koron; mi kvazaŭ vidas cin jam ...
(Legdrágább barátom, mikor válna ártatlan tollam a zsarnokoddá? Száz leveledből levonhatom a következtetést, hogy az efféle kijelentések sérthetik testvéri szívedet, már látlak is így…)
Mostanra a w betűt a [v] hang jelölésére felváltotta a v, a személyt és számot jelző verbális inflexiók eltűntek, a többes számot alanyesetben az -oj jelölte az -es helyett (melléknévnél az -a, főnévi igenévként az -e), és a főnévi esetragok száma a jelenlegi kettőre csökkent (bár a birtokos -es napjainkban is tovább él a korrelatív névmásokban). A tárgyesetet -l jelölte, de számos esetben csak személyes névmásoknál:
Ful-ći rudźo e ful-ći fiaro debá kini la princaŭ (Tiun-ĉi rozon kaj tiun-ĉi najtingalon devadis ricevi la princino) „A hercegnőnek meg kell kapnia ezt a rózsát és ezt a csalogányt.”
A mai eszperantóhoz képest erősebb szláv jelleg jellemezte (ć, dź, h́, ś, ź a ĉ, ĝ, ĥ, ŝ, ĵ helyett), és az imperfektív igei alakok (a jelen idő és befejezetlen aspektus) még mindig véghangsúlyos volt:
jelen idejű -è, imperfektív -à, múlt idejű -u, jövő idejű -uj, feltételes -as, parancsoló -ó és infinitív -i.
A személyes névmások végződése alanyesetben o (birtokosnál a: mo – én, ma – enyém), de más különbségk is voltak, például az egyes szám harmadik személyű hímnemű és semleges névmás azonossága:
| 1881-es személyes névmások | egyes szám | többes szám |
| -------------------------- | ---------- | ----------- |
| 1. személy                 | mo         | no          |
| 2. személy                 | to         | vo          |
| 3. személy (hím/seml.)     | ro         | po          |
| 3. személy (nő)            | śo         | po          |
| 3. személy (reflexív)      | so         | so          |
Emellett létezett a határozatlan o, azaz „egy”.
A korrelatív névmások hasonlóan közel álltak egymáshoz, de nem világos, volt-e különbség a határozatlan és relatív formák között (a mai i- ls ki- talán a kv- és k- formáknak felel meg), birtokos alakjuk pedig nem ismert.
|          | -o      | -u      | -a  | -e  | -al | -el     | -am       | -om |
| -------- | ------- | ------- | --- | --- | --- | ------- | --------- | --- |
| ti-      | fo      | fu      | fa  | fi  | fej | fe      | fan       |     |
| ki- / i- | kvo, ko | kvu, ku | kva |     |     | kve, ke | kvan, kan | kom |
| ĉi-      | ćio     | ćiu     |     | ćii |     |         | ćian      |     |
| neni-    | fio     | fiu     |     |     |     |         | fian      |     |
Az utolsó sort valószínűleg fj-vel ejtették.
Az eszperantó ebben a szakaszában rendelkezett egy mássalhangzóváltással az igékben: a zöngétlen mássalhangzó fejezte ki a kísérletet valamire, a zöngés pedig azt, ha sikerrel is járt. Például: aŭti hallgatni, aŭdi hallani, trofi keresni, trovi találni, prufi vitatni valamit, pruvi bizonyítani. Ennek nyomai megmaradtak néhány eszperantó szópárban, például: pesi megmérni (valamit) és pezi nyomni (súllyal rendelkezni) (vesd össze az ebből származtatott pesilo mérleg és pezilo súly szóval).

## A volapük és az eszperantó
L. L. Zamenhof (az Eszperantó nyelv megalkotója) ismerte a volapük nyelvet, már az Unua Libro (az első eszperantó nyelvkönyv) kiadása előtt. A volapük kis részben befolyásolta az eszperantó szókincsét és nyelvtanát is.
Zamenhof tanult a volapük számos hibájából, elismerte erényeit, de keményen meg is kritizálta.

## A modern eszperantó kialakulása, 1887
Zamenhof ezt követően éveken át csiszolgatta a nyelvet, főként más nyelvű próza és vers lefordításával. Az igeragozás véghangsúlyát törölte a nyelvből, ehelyett az utolsó előtti magánhangzó lett hangsúlyos, a korábban a többes számot jelző -s a befejezett igéket kezdte jelölni, a befejezetlen -es alig valamivel a nyelv nyilvánosságra hozatala előtt tűnt el. A szláv stílusú diakritikus jeleket cirkumflexekre cserélte, hogy elkerülje a túlzott nacionalizmus látszatát, a ź és dź helyett újonnan bevezetett ĵ és ĝ segített megőrizni a német és újlatin szókincs látszatát.
Zamenhof 1887-ben elkészült Unua Libro („Első könyv”) című művével, amely leírja a ma ismert eszperantó nyelvet. Nikolai Borovkónak írt levelében ezt írja:
|  | „Hat éven át dolgoztam a nyelv tökéletesítésén és tesztelésén, mikor az 1878-as évben nekem már teljesen késznek tűnt.” |
|  | – Zamenhof |

## Fordítás
- Ez a szócikk részben vagy egészben  a   Proto-Esperanto című angol Wikipédia-szócikk ezen változatának fordításán alapul.  Az eredeti cikk szerkesztőit annak laptörténete sorolja fel. Ez a jelzés csupán a megfogalmazás eredetét és a szerzői jogokat jelzi, nem szolgál a cikkben szereplő információk forrásmegjelöléseként.